# Торки (Львовская область)
То́рки (укр. Торки) — село в Радеховской городской общине Шептицкого района Львовской области Украины.
Население по переписи 2001 года составляло 377 человек. Занимает площадь 1,12 км². Почтовый индекс — 80210. Телефонный код — 3255.